# ریک دوکومن
ریک دوکومن (به انگلیسی: Rick Ducommun) (زاده ۷ دسامبر ۱۹۴۷- درگذشته ۱۲ ژوئن ۲۰۱۵) بازیگر کانادایی بود. از فیلم‌های معروفی که او در آن بازی کرده است، می‌توان به کارشناسان، حومه‌نشین‌ها، انسینو من، وظیفه هیئت منصفه و اسلحه پر ۱ اشاره کرد.